# جويل تايلور
جويل تايلور (بالإنجليزية: Joel Taylor)‏ هو طبال أمريكي، ولد في 1959.

## وصلات خارجية
- جويل تايلور على موقع IMDb (الإنجليزية)
- جويل تايلور على موقع ميوزك برينز (الإنجليزية)
- جويل تايلور على موقع أول ميوزيك (الإنجليزية)
- جويل تايلور على موقع ديسكوغز (الإنجليزية)